# Чемпионат мира по пляжному волейболу 2011

Эмблема чемпионата мира по пляжному волейболу 2011

Чемпионат мира по пляжному волейболу 2011 года — VIII официальный чемпионат мира, который проходил с 13 по 19 июня в Риме. Италия принимала чемпионат впервые. Участвовали 48 мужских и 48 женских команд.

## Медальный зачёт

### Комплекты наград
| Event          | Золото                                        | Серебро                                   | Бронза                                  |
| -------------- | --------------------------------------------- | ----------------------------------------- | --------------------------------------- |
| Мужской турнир | Эмануэл Рего и Алисон Серутти (Бразилия)      | Марсио Араужу и Рикардо Сантос (Бразилия) | Юлиус Бринк и Йонас Рекерман (Германия) |
| Женский турнир | Лариса Франса и Жулиана Фелисберта (Бразилия) | Мисти Мэй-Трейнор и Кэрри Уолш (США)      | Сюэ Чэнь и Чжан Си (Китай)              |

### Медали по странам
| Место | Страна   | Золото | Серебро | Бронза | Всего |
| ----- | -------- | ------ | ------- | ------ | ----- |
| 1     | Бразилия | 2      | 1       | 0      | 3     |
| 2     | США      | 0      | 1       | 0      | 1     |
| 3     | Китай    | 0      | 0       | 1      | 1     |
| 3     | Германия | 0      | 0       | 1      | 1     |
| Всего | Всего    | 2      | 2       | 2      | 6     |

## Женский турнир

### Предварительный раунд

#### Группа A
|                                       |      | Матчи | Матчи | Сеты | Сеты | Сеты  | Очки | Очки | Очки  |
| Команда                               | Очки | В     | П     | В    | П    | В:П   | В    | П    | В:П   |
| ------------------------------------- | ---- | ----- | ----- | ---- | ---- | ----- | ---- | ---- | ----- |
| 1. Лариса Франса — Жулиана Фелисберта | 6    | 3     | 0     | 6    | 0    | max   | 126  | 79   | 1,595 |
| 2. Яна Кёхлер — Юля Зуде              | 5    | 2     | 1     | 4    | 2    | 2,000 | 116  | 107  | 1,084 |
| 3. Ребекка Кадийк — Мерель Морен      | 4    | 1     | 2     | 2    | 4    | 0,500 | 110  | 122  | 0,902 |
| 4. Виктория Тот — Джада Бенацци       | 3    | 0     | 3     | 0    | 6    | 0,000 | 83   | 127  | 0,654 |

#### Группа B
|                                       |      | Матчи | Матчи | Сеты | Сеты | Сеты  | Очки | Очки | Очки  |
| Команда                               | Очки | В     | П     | В    | П    | В:П   | В    | П    | В:П   |
| ------------------------------------- | ---- | ----- | ----- | ---- | ---- | ----- | ---- | ---- | ----- |
| 1. Талита Антунес — Мария Антонелли   | 6    | 3     | 0     | 6    | 0    | max   | 126  | 64   | 1,969 |
| 2. Анастасия Васина — Анна Возакова   | 5    | 2     | 1     | 4    | 3    | 1,333 | 124  | 129  | 0,961 |
| 3. Лилиана Фернандес — Эльса Бакерисо | 4    | 1     | 2     | 3    | 4    | 0,750 | 111  | 116  | 0,957 |
| 4. Элоди Ли Юк Ло — Наташа Ригобер    | 3    | 0     | 3     | 0    | 6    | 0,000 | 82   | 134  | 0,612 |

#### Группа C
|                                     |      | Матчи | Матчи | Сеты | Сеты | Сеты  | Очки | Очки | Очки  |
| Команда                             | Очки | В     | П     | В    | П    | В:П   | В    | П    | В:П   |
| ----------------------------------- | ---- | ----- | ----- | ---- | ---- | ----- | ---- | ---- | ----- |
| 1. Дженнифер Кесси — Эйприл Росс    | 6    | 3     | 0     | 6    | 1    | 6,000 | 150  | 106  | 1,415 |
| 2. Гана Клапалова — Ленка Гаечкова  | 4    | 1     | 2     | 4    | 4    | 1,000 | 133  | 138  | 0,964 |
| 3. Мюрель Граессли — Таня Горикан   | 4    | 1     | 2     | 3    | 5    | 0,600 | 125  | 139  | 0,899 |
| 4. Барбара Ханзел — Сара Монтаньоли | 3    | 0     | 3     | 2    | 5    | 0,400 | 117  | 142  | 0,824 |

#### Группа D
|                                        |      | Матчи | Матчи | Сеты | Сеты | Сеты  | Очки | Очки | Очки  |
| Команда                                | Очки | В     | П     | В    | П    | В:П   | В    | П    | В:П   |
| -------------------------------------- | ---- | ----- | ----- | ---- | ---- | ----- | ---- | ---- | ----- |
| 1. Занне Кайзер — Марлен ван Ирсель    | 6    | 3     | 0     | 6    | 0    | max   | 126  | 107  | 1,178 |
| 2. Эмилия Нистрём — Эрика Нистрём      | 5    | 2     | 1     | 4    | 2    | 2,000 | 119  | 138  | 1,178 |
| 3. Катрин Мосейде — Ингрид Торлен      | 4    | 1     | 2     | 2    | 4    | 0,500 | 101  | 119  | 0,849 |
| 4. Кристина Сантана — Андрезза Мартинс | 3    | 0     | 3     | 0    | 6    | 0,000 | 107  | 126  | 0,849 |

#### Группа E
|                                        |      | Матчи | Матчи | Сеты | Сеты | Сеты  | Очки | Очки | Очки  |
| Команда                                | Очки | В     | П     | В    | П    | В:П   | В    | П    | В:П   |
| -------------------------------------- | ---- | ----- | ----- | ---- | ---- | ----- | ---- | ---- | ----- |
| 1. Мисти Мэй-Трейнор — Кэрри Уолш      | 6    | 3     | 0     | 6    | 0    | max   | 126  | 92   | 1,370 |
| 2. Кристина Колоцова — Маркета Слукова | 5    | 2     | 1     | 4    | 2    | 2,000 | 115  | 98   | 1,173 |
| 3. Соня Новакова — Тереза Тобиашова    | 4    | 1     | 2     | 2    | 4    | 0,500 | 106  | 117  | 0,906 |
| 4. Лаура Джомбини — Валерия Россо      | 3    | 0     | 3     | 0    | 6    | 0,000 | 87   | 127  | 0,685 |

#### Группа F
|                                       |      | Матчи | Матчи | Сеты | Сеты | Сеты  | Очки | Очки | Очки  |
| Команда                               | Очки | В     | П     | В    | П    | В:П   | В    | П    | В:П   |
| ------------------------------------- | ---- | ----- | ----- | ---- | ---- | ----- | ---- | ---- | ----- |
| 1. Вассилики Арванити — Мария Царцани | 6    | 3     | 0     | 6    | 1    | 6,000 | 136  | 114  | 1,193 |
| 2. Дорис Швайгер — Стефани Швайгер    | 5    | 2     | 1     | 4    | 2    | 2,000 | 119  | 103  | 1,155 |
| 3. Хуан Ин — Юэ Юань                  | 4    | 1     | 2     | 3    | 4    | 0,750 | 118  | 130  | 0,908 |
| 4. Натали Кук — Тара Уэст             | 3    | 0     | 3     | 0    | 6    | 0,000 | 100  | 126  | 0,794 |

#### Группа G
|                                        |      | Матчи | Матчи | Сеты | Сеты | Сеты  | Очки | Очки | Очки  |
| Команда                                | Очки | В     | П     | В    | П    | В:П   | В    | П    | В:П   |
| -------------------------------------- | ---- | ----- | ----- | ---- | ---- | ----- | ---- | ---- | ----- |
| 1. Луиза Боуден — Бехара Палмер        | 6    | 3     | 0     | 6    | 0    | max   | 135  | 110  | 1,227 |
| 2. Сара Голлер — Лаура Людвиг          | 5    | 2     | 1     | 4    | 4    | 1,000 | 150  | 146  | 1,127 |
| 3. Геске Банк — Аня Гюнтер             | 4    | 1     | 2     | 3    | 5    | 0,600 | 143  | 149  | 0,960 |
| 4. Марло Весселинк — Маделен Меппелинк | 3    | 0     | 3     | 2    | 6    | 0,333 | 130  | 153  | 0,850 |

#### Группа H
|                                    |      | Матчи | Матчи | Очки | Очки | Очки  | Сеты | Сеты | Сеты  |
| Команда                            | Очки | В     | П     | В    | П    | В:П   | В    | П    | В:П   |
| ---------------------------------- | ---- | ----- | ----- | ---- | ---- | ----- | ---- | ---- | ----- |
| 1. Сюэ Чэнь-Чжан Си                | 6    | 3     | 0     | 6    | 3    | 2,000 | 162  | 127  | 1,267 |
| 2. Симоне Кун — Надин Зумкер       | 5    | 2     | 1     | 5    | 3    | 1,667 | 145  | 136  | 1,066 |
| 3. Шона Муллин — Зара Дэмни        | 4    | 1     | 2     | 3    | 4    | 0,750 | 111  | 133  | 0,835 |
| 4. Бибиана Канделас — Маура Гарсия | 3    | 0     | 3     | 2    | 6    | 0,333 | 133  | 155  | 0,858 |

#### Группа J
|                                       |      | Матчи | Матчи | Сеты | Сеты | Сеты  | Очки | Очки | Очки  |
| Команда                               | Очки | В     | П     | В    | П    | В:П   | В    | П    | В:П   |
| ------------------------------------- | ---- | ----- | ----- | ---- | ---- | ----- | ---- | ---- | ----- |
| 1. Таяна Лима — Вивьян Кунья          | 6    | 3     | 0     | 6    | 0    | max   | 129  | 93   | 1,355 |
| 2. Катрин Хольтвик — Илька Земмлер    | 5    | 2     | 1     | 4    | 2    | 2,000 | 125  | 108  | 1,157 |
| 3. Риеке Бринк-Абелер — Ангелина Грюн | 4    | 1     | 2     | 2    | 5    | 0,400 | 124  | 136  | 0,912 |
| 4. Мари Лессар — Анни Мартин          | 3    | 0     | 3     | 1    | 6    | 0,167 | 100  | 138  | 0,725 |

#### Группа K
|                                           |      | Матчи | Матчи | Сеты | Сеты | Сеты  | Очки | Очки | Очки  |
| Команда                                   | Очки | В     | П     | В    | П    | В:П   | В    | П    | В:П   |
| ----------------------------------------- | ---- | ----- | ----- | ---- | ---- | ----- | ---- | ---- | ----- |
| 1. Евгения Уколова — Екатерина Хомякова   | 6    | 3     | 0     | 6    | 1    | 6,000 | 139  | 116  | 1,198 |
| 2. Мария Клара Салгадо — Каролина Салгадо | 5    | 2     | 1     | 4    | 2    | 2,000 | 116  | 102  | 1,137 |
| 3. Хизер Бенсли — Элизабет Мелони         | 4    | 1     | 2     | 2    | 4    | 0,500 | 105  | 121  | 0,868 |
| 4. Тамсин Барнетт — Элис Рокампер         | 3    | 0     | 3     | 1    | 6    | 0,167 | 119  | 140  | 0,850 |

#### Группа L
|                                   |      | Матчи | Матчи | Сеты | Сеты | Сеты  | Очки | Очки | Очки  |
| Команда                           | Очки | В     | П     | В    | П    | В:П   | В    | П    | В:П   |
| --------------------------------- | ---- | ----- | ----- | ---- | ---- | ----- | ---- | ---- | ----- |
| 1. Энджи Эйкерс — Николь Брэнэ    | 6    | 3     | 0     | 6    | 1    | 6,000 | 142  | 116  | 1,224 |
| 2. Катрин Жилен — Лисбет Муа      | 5    | 2     | 1     | 5    | 3    | 1,667 | 144  | 137  | 1,051 |
| 3. Даниэла Джория — Джулия Момоли | 4    | 1     | 2     | 2    | 4    | 0,500 | 101  | 120  | 0,842 |
| 4. Ингуна Минуза — Инесе Юрзоне   | 3    | 0     | 3     | 1    | 6    | 0,167 | 120  | 134  | 0,896 |

#### Группа M
|                                            |      | Матчи | Матчи | Сеты | Сеты | Сеты  | Очки | Очки | Очки  |
| Команда                                    | Очки | В     | П     | В    | П    | В:П   | В    | П    | В:П   |
| ------------------------------------------ | ---- | ----- | ----- | ---- | ---- | ----- | ---- | ---- | ----- |
| 1. Грета Чиколари — Марта Менегатти        | 6    | 3     | 0     | 6    | 0    | max   | 126  | 81   | 1,556 |
| 2. Лорен Фендрик — Брук Хансон             | 5    | 2     | 1     | 4    | 3    | 1,333 | 130  | 109  | 1,193 |
| 3. Денис Джонс — Люси Боултон              | 4    | 1     | 2     | 2    | 4    | 0,500 | 102  | 120  | 0,850 |
| 4. Рос ван дер Ховен — Жантин ван дер Вист | 3    | 0     | 3     | 1    | 6    | 0,167 | 90   | 138  | 0,652 |

### Финальный раунд

#### 1/16 финала
| Дата    |                                      | Счёт |                                        | Сет 1 | Сет 2 | Сет 3 |
| ------- | ------------------------------------ | ---- | -------------------------------------- | ----- | ----- | ----- |
| 16 июня | Мюрель Граессли — Таня Горикан       | 0-2  | Лариса Франса — Жулиана Фелисберта     | 16-21 | 15-21 |       |
| 16 июня | Кристина Колоцова — Маркета Слукова  | 0-2  | Мария Клара Салгадо — Каролина Салгадо | 17-21 | 14-21 |       |
| 16 июня | Таяна Лима — Вивьян Кунья            | 0-2  | Лорен Фендрик — Брук Хансон            | 23-25 | 20-22 |       |
| 16 июня | Вассилики Арванити — Мария Царцани   | 0-2  | Лилиана Фернандес — Эльса Бакерисо     | 17-21 | 13-21 |       |
| 16 июня | Луиза Боуден — Бехара Палмер         | 2-1  | Хуан Ин-Юэ Юань                        | 24-26 | 22-20 | 15-11 |
| 16 июня | Энджи Эйкерс — Николь Брэнэ          | 1-2  | Гана Клапалова — Ленка Гаечкова        | 22-24 | 21-19 | 13-15 |
| 16 июня | Эмилия Нистрём — Эрика Нистрём       | 0-2  | Яна Кёхлер — Юля Зуде                  | 19-21 | 19-21 |       |
| 16 июня | Занне Кайзер — Марлен ван Ирсель     | 2-0  | Ребекка Кадийк — Мерель Морен          | 21-17 | 21-15 |       |
| 16 июня | Хизер Бенсли — Элизабет Мелони       | 0-2  | Дженнифер Кесси — Эйприл Росс          | 14-21 | 14-21 |       |
| 16 июня | Катрин Хольтвик — Илька Земмлер      | 2-0  | Катрин Жилен — Лисбет Муа              | 21-19 | 21-18 |       |
| 16 июня | Евгения Уколова — Екатерина Хомякова | 0-2  | Сара Голлер — Лаура Людвиг             | 15-21 | 17-21 |       |
| 16 июня | Мисти Мэй-Трейнор — Кэрри Уолш       | 2-0  | Шона Муллин — Зара Дэмни               | 21-13 | 21-12 |       |
| 16 июня | Сюэ Чэнь — Чжан Си                   | 2-0  | Геске Банк — Аня Гюнтер                | 21-12 | 21-12 |       |
| 16 июня | Грета Чиколари — Марта Менегатти     | 2-0  | Анастасия Васина — Анна Возакова       | 21-16 | 21-18 |       |
| 16 июня | Дорис Швайгер — Стефани Швайгер      | 2-0  | Симоне Кун — Надин Зумкер              | 21-14 | 21-14 |       |
| 16 июня | Талита Антунес — Мария Антонелли     | 2-1  | Соня Новакова — Тереза Тобиашова       | 21-19 | 21-23 | 15-11 |

#### 1/8 финала
| Дата    |                                        | Счёт |                                    | Сет 1 | Сет 2 | Сет 3 |
| ------- | -------------------------------------- | ---- | ---------------------------------- | ----- | ----- | ----- |
| 17 июня | Мария Клара Салгадо — Каролина Салгадо | 0-2  | Лариса Франса — Жулиана Фелисберта | 14-21 | 15-21 |       |
| 17 июня | Лилиана Фернандес — Эльса Бакерисо     | 0-2  | Лорен Фендрик — Брук Хансон        | 19-21 | 13-21 |       |
| 17 июня | Гана Клапалова — Ленка Гаечкова        | 2-1  | Луиза Боуден — Бехара Палмер       | 16-21 | 21-19 | 15-13 |
| 17 июня | Занне Кайзер — Марлен ван Ирсель       | 1-2  | Яна Кёхлер — Юля Зуде              | 17-21 | 21-17 | 11-15 |
| 17 июня | Катрин Хольтвик — Илька Земмлер        | 1-2  | Дженнифер Кесси — Эйприл Росс      | 18-21 | 21-15 | 10-15 |
| 17 июня | Мисти Мэй-Трейнор — Кэрри Уолш         | 2-1  | Сара Голлер — Лаура Людвиг         | 21-19 | 18-21 | 15-11 |
| 17 июня | Грета Чиколари — Марта Менегатти       | 0-2  | Сюэ Чэнь — Чжан Си                 | 15-21 | 19-21 |       |
| 17 июня | Талита Антунес — Мария Антонелли       | 2-1  | Дорис Швайгер — Стефани Швайгер    | 18-21 | 21-15 | 22-20 |

#### 1/4 финала
| Дата    |                                  | Счёт |                                    | Сет 1 | Сет 2 | Сет 3 |
| ------- | -------------------------------- | ---- | ---------------------------------- | ----- | ----- | ----- |
| 17 июня | Лорен Фендрик — Брук Хансон      | 1-2  | Лариса Франса — Жулиана Фелисберта | 13-21 | 21-17 | 12-15 |
| 17 июня | Яна Кёхлер — Юля Зуде            | 0-2  | Гана Клапалова — Ленка Гаечкова    | 14-21 | 18-21 |       |
| 17 июня | Мисти Мэй-Трейнор — Кэрри Уолш   | 2-1  | Дженнифер Кесси — Эйприл Росс      | 21-18 | 18-21 | 15-10 |
| 17 июня | Талита Антунес — Мария Антонелли | 1-2  | Сюэ Чэнь — Чжан Си                 | 17-21 | 21-18 | 11-15 |

#### 1/2 финала
| Дата    |                                 | Счёт |                                    | Сет 1 | Сет 2 | Сет 3 |
| ------- | ------------------------------- | ---- | ---------------------------------- | ----- | ----- | ----- |
| 18 июня | Гана Клапалова — Ленка Гаечкова | 0-2  | Лариса Франса — Жулиана Фелисберта | 14-21 | 13-21 |       |
| 18 июня | Сюэ Чэнь — Чжан Си              | 1-2  | Мисти Мэй-Трейнор — Кэрри Уолш     | 17-21 | 21-15 | 10-15 |

#### За 3-е место
| Дата    |                    | Счёт |                                 | Сет 1 | Сет 2 | Сет 3 |
| ------- | ------------------ | ---- | ------------------------------- | ----- | ----- | ----- |
| 19 июня | Сюэ Чэнь — Чжан Си | 2-0  | Гана Клапалова — Ленка Гаечкова | 21-14 | 21-12 |       |

#### Финал
| Дата    |                                | Счёт |                                    | Сет 1 | Сет 2 | Сет 3 |
| ------- | ------------------------------ | ---- | ---------------------------------- | ----- | ----- | ----- |
| 19 июня | Мисти Мэй-Трейнор — Кэрри Уолш | 1-2  | Лариса Франса — Жулиана Фелисберта | 17-21 | 21-13 | 14-16 |

## Мужской турнир

### Групповой раунд

#### Группа A
|                                 |      | Матчи | Матчи | Сеты | Сеты | Сеты  | Очки | Очки | Очки  |
| Команда                         | Очки | В     | П     | В    | П    | В:П   | В    | П    | В:П   |
| ------------------------------- | ---- | ----- | ----- | ---- | ---- | ----- | ---- | ---- | ----- |
| 1. Кейси Дженнингс — Кевин Вонг | 6    | 3     | 0     | 6    | 1    | 6,000 | 140  | 92   | 1,522 |
| 2. Тодд Роджерс — Фил Дэлхоссер | 5    | 2     | 1     | 4    | 2    | 2,000 | 116  | 101  | 1,149 |
| 3. Энди Сес — Кевин Сес         | 4    | 1     | 2     | 3    | 4    | 0,750 | 114  | 118  | 0,966 |
| 4. Мораиш Абреу — Мариу Силва   | 3    | 0     | 3     | 0    | 6    | 0,000 | 67   | 126  | 0,532 |

#### Группа B
|                                     |      | Матчи | Матчи | Сеты | Сеты | Сеты  | Очки | Очки | Очки  |
| Команда                             | Очки | В     | П     | В    | П    | В:П   | В    | П    | В:П   |
| ----------------------------------- | ---- | ----- | ----- | ---- | ---- | ----- | ---- | ---- | ----- |
| 1. Эмануэл Рего — Алисон Серутти    | 6    | 3     | 0     | 6    | 1    | 6,000 | 142  | 115  | 1,235 |
| 2. Бо Сёдерберг — Андерс Лунд Хойер | 5    | 2     | 1     | 5    | 3    | 1,667 | 150  | 145  | 1,034 |
| 3. Джейсон Лочхэд — Кирк Питман     | 4    | 1     | 2     | 3    | 4    | 0,750 | 133  | 130  | 1,023 |
| 4. Николай Бабич — Александр Иойшер | 3    | 0     | 3     | 0    | 6    | 0,000 | 92   | 127  | 0,724 |

#### Группа C
|                                   |      | Матчи | Матчи | Сеты | Сеты | Сеты  | Очки | Очки | Очки  |
| Команда                           | Очки | В     | П     | В    | П    | В:П   | В    | П    | В:П   |
| --------------------------------- | ---- | ----- | ----- | ---- | ---- | ----- | ---- | ---- | ----- |
| 1. Марсио Араужу — Рикардо Сантос | 5    | 2     | 1     | 5    | 4    | 1,250 | 163  | 155  | 1,052 |
| 2. Филип Габатхулер — Ян Шнидер   | 5    | 2     | 1     | 5    | 3    | 1,667 | 151  | 136  | 1,110 |
| 3. Кристиан Редманн — Бен Сакстон | 4    | 1     | 2     | 4    | 4    | 1,000 | 145  | 145  | 1,000 |
| 4. Эмиль Бурсма — Дан Спейкерс    | 4    | 1     | 2     | 2    | 5    | 0,400 | 109  | 132  | 0,826 |

#### Группа D
|                                           |      | Матчи | Матчи | Сеты | Сеты | Сеты  | Очки | Очки | Очки  |
| Команда                                   | Очки | В     | П     | В    | П    | В:П   | В    | П    | В:П   |
| ----------------------------------------- | ---- | ----- | ----- | ---- | ---- | ----- | ---- | ---- | ----- |
| 1. Юлиус Бринк — Йонас Рекерман           | 6    | 3     | 0     | 6    | 0    | max   | 126  | 86   | 1,485 |
| 2. Патрик Хойшер — Джефферсон Беллагуарда | 5    | 2     | 1     | 4    | 4    | 1,000 | 133  | 148  | 0,899 |
| 3. Михал Кондзёла — Якуб Шаланкевич       | 4    | 1     | 2     | 3    | 4    | 0,750 | 130  | 130  | 1,000 |
| 4. Александр Лихолетов — Алексей Пастухов | 3    | 0     | 3     | 1    | 6    | 0,167 | 111  | 136  | 0,816 |

#### Группа E
|                                       |      | Матчи | Матчи | Сеты | Сеты | Сеты  | Очки | Очки | Очки  |
| Команда                               | Очки | В     | П     | В    | П    | В:П   | В    | П    | В:П   |
| ------------------------------------- | ---- | ----- | ----- | ---- | ---- | ----- | ---- | ---- | ----- |
| 1. Йонатан Эрдман — Кай Матысик       | 5    | 2     | 1     | 5    | 3    | 1,667 | 145  | 127  | 1,142 |
| 2. Саша Хайер — Себастьян Шевалье     | 5    | 2     | 1     | 4    | 3    | 1,333 | 138  | 131  | 1,053 |
| 3. Клеменс Допплер — Маттиас Мелитцер | 4    | 1     | 2     | 3    | 4    | 0,750 | 133  | 134  | 0,993 |
| 4. Давид Клемперер — Эрик Коренг      | 4    | 1     | 2     | 3    | 5    | 0,600 | 122  | 146  | 0,836 |

#### Группа F
|                                       |      | Матчи | Матчи | Сеты | Сеты | Сеты  | Очки | Очки | Очки  |
| Команда                               | Очки | В     | П     | В    | П    | В:П   | В    | П    | В:П   |
| ------------------------------------- | ---- | ----- | ----- | ---- | ---- | ----- | ---- | ---- | ----- |
| 1. Гжегож Фиялек — Мариуш Прудель     | 6    | 3     | 0     | 6    | 0    | max   | 129  | 107  | 1,206 |
| 2. Сюй Линьинь — У Пэнгэнь            | 5    | 2     | 1     | 4    | 3    | 1,333 | 137  | 123  | 1,114 |
| 3. Андреа Томатис — Даниэле Лупо      | 4    | 1     | 2     | 2    | 4    | 0,500 | 104  | 119  | 0,874 |
| 4. Тарьел Скарлунд — Мартин Спиннангр | 3    | 0     | 3     | 1    | 6    | 0,167 | 118  | 139  | 0,849 |

#### Группа G
|                                      |      | Матчи | Матчи | Сеты | Сеты | Сеты  | Очки | Очки | Очки  |
| Команда                              | Очки | В     | П     | В    | П    | В:П   | В    | П    | В:П   |
| ------------------------------------ | ---- | ----- | ----- | ---- | ---- | ----- | ---- | ---- | ----- |
| 1. Мэтт Фуэрбрингер — Николас Луцена | 6    | 3     | 0     | 6    | 1    | 6,000 | 138  | 110  | 1,255 |
| 2. Тьяго Сантос — Харлей Маркес      | 4    | 1     | 2     | 3    | 4    | 0,750 | 123  | 128  | 0,961 |
| 3. Ренато Гомес — Жорже Терсейро     | 4    | 1     | 2     | 3    | 4    | 0,750 | 118  | 126  | 0,937 |
| 4. Сэм Боэм — Исаак Капа             | 4    | 1     | 2     | 2    | 5    | 0,400 | 119  | 134  | 0,888 |

#### Группа H
|                                           |      | Матчи | Матчи | Сеты | Сеты | Сеты  | Очки | Очки | Очки  |
| Команда                                   | Очки | В     | П     | В    | П    | В:П   | В    | П    | В:П   |
| ----------------------------------------- | ---- | ----- | ----- | ---- | ---- | ----- | ---- | ---- | ----- |
| 1. Рейндер Нюммердор — Рихард Схёйл       | 6    | 3     | 0     | 6    | 0    | max   | 126  | 102  | 1,235 |
| 2. Бруно Шмидт — Бенжамин Инсфран         | 5    | 2     | 1     | 4    | 4    | 1,000 | 150  | 157  | 0,955 |
| 3. Рауль Меса — Иносенсио Ларио           | 4    | 1     | 2     | 3    | 4    | 0,750 | 141  | 139  | 1,014 |
| 4. Алексей Сидоренко — Александр Дьяченко | 3    | 0     | 3     | 1    | 6    | 0,167 | 127  | 146  | 0,870 |

#### Группа J
|                                          |      | Матчи | Матчи | Сеты | Сеты | Сеты  | Очки | Очки | Очки  |
| Команда                                  | Очки | В     | П     | В    | П    | В:П   | В    | П    | В:П   |
| ---------------------------------------- | ---- | ----- | ----- | ---- | ---- | ----- | ---- | ---- | ----- |
| 1. Пабло Эррера — Адриан Гавира          | 5    | 2     | 1     | 5    | 2    | 2,500 | 151  | 133  | 1,135 |
| 2. Константин Семёнов — Ярослав Кошкарёв | 5    | 2     | 1     | 5    | 4    | 1,250 | 164  | 165  | 0,994 |
| 3. Дениэл Мульнер — Александр Хорст      | 5    | 2     | 1     | 4    | 4    | 1,000 | 139  | 139  | 1,000 |
| 4. Мартин Ласига — Йонас Вейнгарт        | 3    | 0     | 3     | 2    | 6    | 0,333 | 150  | 167  | 0,898 |

#### Группа K
|                                      |      | Матчи | Матчи | Сеты | Сеты | Сеты  | Очки | Очки | Очки  |
| Команда                              | Очки | В     | П     | В    | П    | В:П   | В    | П    | В:П   |
| ------------------------------------ | ---- | ----- | ----- | ---- | ---- | ----- | ---- | ---- | ----- |
| 1. Мартиньш Плявиньш — Янис Шмединьш | 6    | 3     | 0     | 6    | 0    | max   | 126  | 99   | 1,273 |
| 2. Джейк Жибб — Шон Розентал         | 5    | 2     | 1     | 4    | 3    | 1,333 | 134  | 135  | 0,993 |
| 3. Риво Весик — Карл Яани            | 4    | 1     | 2     | 3    | 4    | 0,750 | 131  | 129  | 1,016 |
| 4. Сергей Прокопьев — Юрий Богатов   | 3    | 0     | 3     | 0    | 6    | 0,000 | 98   | 126  | 0,778 |

#### Группа L
|                                         |      | Матчи | Матчи | Сеты | Сеты | Сеты  | Очки | Очки | Очки  |
| Команда                                 | Очки | В     | П     | В    | П    | В:П   | В    | П    | В:П   |
| --------------------------------------- | ---- | ----- | ----- | ---- | ---- | ----- | ---- | ---- | ----- |
| 1. Петр Бенеш — Пржемысл Кубала         | 6    | 3     | 0     | 6    | 2    | 3,000 | 151  | 137  | 1,102 |
| 2. Александр Самойлов — Руслан Сорокин  | 4    | 1     | 2     | 3    | 4    | 0,750 | 128  | 130  | 0,985 |
| 3. Паоло Николаи — Маттео Мартино       | 4    | 1     | 2     | 4    | 5    | 0,800 | 154  | 157  | 0,981 |
| 4. Стефан Гуннарссон — Ханнес Бринкборг | 4    | 1     | 2     | 3    | 5    | 0,600 | 146  | 155  | 0,942 |

#### Группа M
|                                         |      | Матчи | Матчи | Сеты | Сеты | Сеты  | Очки | Очки | Очки  |
| Команда                                 | Очки | В     | П     | В    | П    | В:П   | В    | П    | В:П   |
| --------------------------------------- | ---- | ----- | ----- | ---- | ---- | ----- | ---- | ---- | ----- |
| 1. Руни Феррамента — Педро Салгадо      | 6    | 3     | 0     | 6    | 1    | 6,000 | 140  | 108  | 1,296 |
| 2. Себастьян Долингер — Штефан Виндшайф | 5    | 2     | 1     | 4    | 3    | 1,333 | 122  | 132  | 0,924 |
| 3. Маттео Ингроссо — Паоло Ингроссо     | 4    | 1     | 2     | 3    | 4    | 0,750 | 123  | 128  | 0,961 |
| 4. Дмитрий Барсук — Алексей Ютвалин     | 3    | 0     | 3     | 1    | 6    | 0,167 | 119  | 136  | 0,875 |

### Финальный раунд

#### 1/16 финала
| Date    |                                   | Score |                                        | Set 1 | Set 2 | Set 3 |
| ------- | --------------------------------- | ----- | -------------------------------------- | ----- | ----- | ----- |
| 17 июня | Рауль Меса — Иносенсио Ларио      | 0-2   | Эмануэл Рего — Алисон Серутти          | 16-21 | 15-21 |       |
| 17 июня | Сюй Линьинь — Ву Пэнгэнь          | 0-2   | Константин Семёнов — Ярослав Кошкарёв  | 19-21 | 17-21 |       |
| 17 июня | Руни Феррамента — Педро Салгадо   | 2-1   | Александр Самойлов — Руслан Сорокин    | 21-19 | 14-21 | 15-10 |
| 17 июня | Мэтт Фуэрбрингер — Николас Луцена | 2-1   | Дениэл Мульнер — Александр Хорст       | 21-18 | 17-21 | 15-8  |
| 17 июня | Гжегож Фиялек — Мариуш Прудель    | 2-0   | Кристиан Редманн — Бен Сакстон         | 21-18 | 21-19 |       |
| 17 июня | Петр Бенеш — Пржемысл Кубала      | 1-2   | Бруно Шмидт — Бенжамин Инсфран         | 21-19 | 17-21 | 9-15  |
| 17 июня | Тодд Роджерс — Фил Дэлхоссер      | 2-0   | Джейк Жибб — Шон Розентал              | 21-14 | 21-18 |       |
| 17 июня | Юлиус Бринк — Йонас Рекерман      | 2-0   | Риво Весик — Карл Яани                 | 21-17 | 21-19 |       |
| 17 июня | Михал Кондзёла — Якуб Шаланкевич  | 0-2   | Марсио Араужу — Рикардо Сантос         | 13-21 | 17-21 |       |
| 17 июня | Филип Габатхулер — Ян Шнидер      | 1-2   | Себастьян Долингер — Штефан Виндшайф   | 21-12 | 18-21 | 12-15 |
| 17 июня | Пабло Эррера — Адриан Гавира      | 2-1   | Патрик Хойшер — Джефферсон Беллагуарда | 18-21 | 21-13 | 15-13 |
| 17 июня | Рейндер Нюммердор — Рихард Схёйл  | 0-2   | Паоло Николаи — Маттео Мартино         | 17-21 | 22-24 |       |
| 17 июня | Йонатан Эрдман — Кай Матысик      | 2-0   | Джейсон Лочхэд — Кирк Питман           | 21-15 | 21-14 |       |
| 17 июня | Мартиньш Плявиньш — Янис Шмединьш | 2-0   | Тьяго Сантос — Харлей Маркес           | 21-15 | 21-12 |       |
| 17 июня | Бо Сёдерберг — Андерс Лунд Хойер  | 2-0   | Саша Хайер — Себастьян Шевалье         | 21-18 | 21-18 |       |
| 17 июня | Кейси Дженнингс — Кевин Вонг      | 1-2   | Клеменс Допплер — Маттиас Мелитцер     | 21-17 | 16-21 | 16-18 |

#### 1/8 финала
| Date    |                                       | Score |                                  | Set 1 | Set 2 | Set 3 |
| ------- | ------------------------------------- | ----- | -------------------------------- | ----- | ----- | ----- |
| 17 июня | Константин Семёнов — Ярослав Кошкарёв | 0-2   | Эмануэл Рего — Алисон Серутти    | 17-21 | 17-21 |       |
| 17 июня | Мэтт Фуэрбрингер — Николас Луцена     | 1-2   | Руни Феррамента — Педро Салгадо  | 19-21 | 21-15 | 13-15 |
| 17 июня | Бруно Шмидт — Бенжамин Инсфран        | 0-2   | Гжегож Фиялек — Мариуш Прудель   | 13-21 | 16-21 |       |
| 17 июня | Юлиус Бринк — Йонас Рекерман          | 2-1   | Тодд Роджерс — Фил Дэлхоссер     | 17-21 | 21-19 | 18-16 |
| 17 июня | Себастьян Долингер — Штефан Виндшайф  | 1-2   | Марсио Араужу — Рикардо Сантос   | 20-22 | 21-19 | 21-23 |
| 17 июня | Паоло Николаи — Маттео Мартино        | 1-2   | Пабло Эррера — Адриан Гавира     | 18-21 | 21-18 | 11-15 |
| 17 июня | Мартиньш Плявиньш — Янис Шмединьш     | 2-1   | Йонатан Эрдман — Кай Матысик     | 21-17 | 16-21 | 19-17 |
| 17 июня | Клеменс Допплер — Маттиас Мелитцер    | 0-2   | Бо Сёдерберг — Андерс Лунд Хойер | 12-21 | 18-21 |       |

#### 1/4 финала
| Дата    |                                  | Счёт |                                   | Сет 1 | Сет 2 | Сет 3 |
| ------- | -------------------------------- | ---- | --------------------------------- | ----- | ----- | ----- |
| 18 июня | Руни Феррамента — Педро Салгадо  | 0-2  | Эмануэл Рего — Алисон Серутти     | 20-22 | 16-21 |       |
| 18 июня | Юлиус Бринк — Йонас Рекерман     | 2-0  | Гжегож Фиялек — Мариуш Прудель    | 21-15 | 21-16 |       |
| 18 июня | Пабло Эррера — Адриан Гавира     | 0-2  | Марсио Араужу — Рикардо Сантос    | 18-21 | 17-21 |       |
| 18 июня | Бо Сёдерберг — Андерс Лунд Хойер | 0-2  | Мартиньш Плявиньш — Янис Шмединьш | 19-21 | 17-21 |       |

#### 1/2 финала
| Дата    |                                   | Счёт |                                | Сет 1 | Сет 2 | Сет 3 |
| ------- | --------------------------------- | ---- | ------------------------------ | ----- | ----- | ----- |
| 18 июня | Юлиус Бринк — Йонас Рекерман      | 0-2  | Эмануэл Рего — Алисон Серутти  | 15-21 | 15-21 |       |
| 18 июня | Мартиньш Плявиньш — Янис Шмединьш | 0-2  | Марсио Араужу — Рикардо Сантос | 20-22 | 16-21 |       |

#### Матч за 3-е место
| Дата    |                                   | Счёт |                              | Сет 1 | Сет 2 | Сет 3 |
| ------- | --------------------------------- | ---- | ---------------------------- | ----- | ----- | ----- |
| 19 июня | Мартиньш Плявиньш — Янис Шмединьш | 1-2  | Юлиус Бринк — Йонас Рекерман | 20-22 | 21-18 | 11-15 |

#### Финал
| Дата    |                                | Счёт |                               | Сет 1 | Сет 2 | Сет 3 |
| ------- | ------------------------------ | ---- | ----------------------------- | ----- | ----- | ----- |
| 19 июня | Марсио Араужу — Рикардо Сантос | 0-2  | Эмануэл Рего — Алисон Серутти | 16-21 | 15-21 |       |